# Neuvy (Loir-et-Cher)
Neuvy é uma comuna francesa na região administrativa do Centro, no departamento de Loir-et-Cher. Estende-se por uma área de 31,28 km². Em 2010 a comuna tinha 326 habitantes (densidade: 10,4 hab./km²).